# Neuroma
Un neuroma és un creixement o tumor del teixit nerviós. Els neuromes solen ser benignes (és a dir, no cancerosos); molts tumors nerviosos, inclosos els que són comunament malignes, es denominen avui dia amb altres termes.
Els neuromes poden sorgir de diferents tipus de teixit nerviós, incloses les fibres nervioses i la seva beina de mielina, com en el cas de neoplàsies genuïnes (creixements) com els ganglioneuromes i els neurinomes.
El terme també s'utilitza per referir-se a qualsevol inflor d'un nervi, fins i tot en absència de creixement cel·lular anormal. En particular, el neuroma traumàtic resulta d'un trauma a un nervi, sovint durant un procediment quirúrgic. El neuroma de Morton afecta el peu. Els neuromes poden ser dolorosos, o de vegades, com en el cas dels neuromes acústics, poden donar lloc a altres símptomes.